# Il prigioniero della montagna

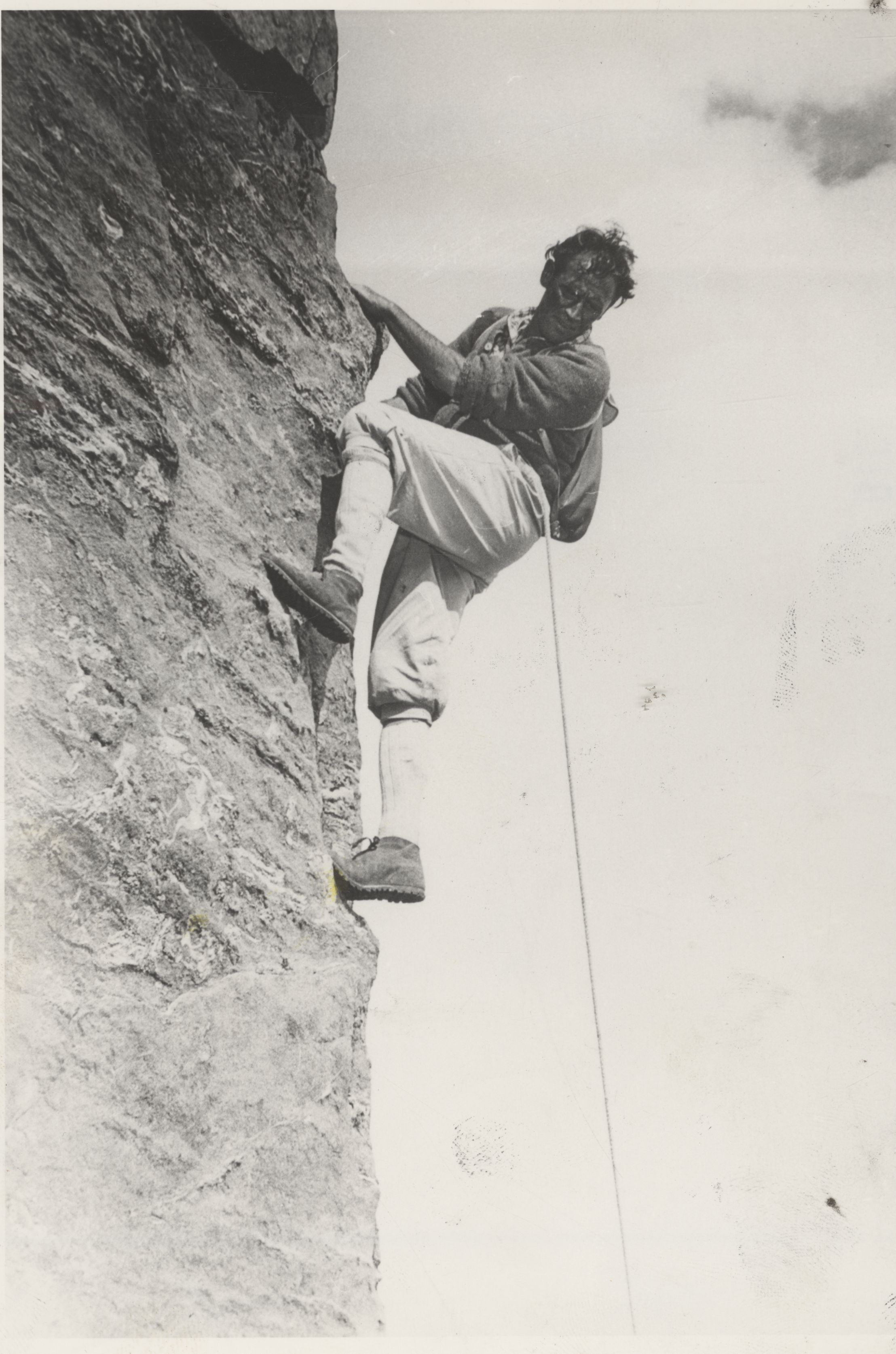
Luis Trenker dans une scène du film Le prisonnier de la montagne (Flucht in die Dolomiten), dont il a également été le réalisateur.

Il prigioniero della montagna (traduction : « Le prisonnier de la montagne ») est un film italien sorti en 1955 réalisé par Luis Trenker et écrit par Pier Paolo Pasolini et Giorgio Bassani.

## Synopsis
Giovanni Testa vit avec sa femme Teresa et leurs deux enfants à Bardolino , une ville située sur les rives du lac de Garde. Giovanni a un chantier naval où il construit des bateaux mais cette activité ne lui suffit pas à gagner de l'argent. Ayant une dette envers une banque, Giovanni se rend chez son frère Enzo, qui est riche, pour lui demander un prêt. Ce dernier, après avoir refuser le prêt meurt peu après et Giovanni est soupçonné d'en être l'auteur. Il entreprend alors de découvrir qui est le véritable meurtrier, qui s'avère être l'un de ses collègues de travail, qui avouera le crime alors qu'il est en train de mourir à la suite d'un accident du travail.

## Distribution
- Robert Freitag, Sergio
- Marianne Hold, Graziella
- Enrico Glori, Ghezzi
- Yvonne Sanson, Teresa
- Luis Trenker, Giovanni Testa